# Mario Valentić
Mario Valentić (Sisak, 31. avgust 1980) je hrvatski filmski glumac.

## Biografija
Mario Valentić je hrvatski glumac rodom iz Siska. Po struci je profesor kineziologije. Od tinejdžerskih dana počeo se baviti manekenstvom, te je postao Mister turizma 2002. Samo godinu dana kasnije postaje Mister Hrvatske 2003, uz tadašnju mis Aleksandru Grdić. Nakon toga, 2004. otvaraju mu se putevi televizijskog ekrana. Prvo je glumio Igora, vozača Mije Begović odnosno Helene Jurak u telenoveli „Vila Marija“. Ubrzo dobija ulogu šarmantnog gada, Borne Novaka u prvoj hrvatskoj sapunici „Zabranjena ljubav“. Njegov lik se nalazio u postavi serije do samog ukidanja.

## Privatni život
Mario je takođe pobornik zdravog života, kao i licencirani instruktor Bejsik mat Pilatesa. 16. avgusta 2007. g. se oženio voditeljkom Mirnom Maras.

## Zanimljivosti
Nakon dobijanja uloge u „Zabranjenoj ljubavi“, Valentić odlazi iz „Vila Marije“, a njegovu ulogu preuzima drugi glumac. Uloga je bila sporedna i sa malo teksta, tako da je retko ko primetio zamenu glumaca.

## Televizijske uloge
- „Nad lipom 35“ kao Luiđi Kenjalo (2008-danas)
- „Bibin svijet“ kao kupac u Martinovoj radnji (2008)
- „Zauvijek susjedi“ kao Valent (2008)
- „Zabranjena ljubav“ kao Borna Novak (2004 — 2008)
- „Villa Maria“ kao Igor (2004)

## Filmske uloge
- „U tišini“ kao Erik (2006)

## Spoljašnje veze
- Zvanična strana